# Вильям Ловель
«История господина Вильяма Ловеля» или «История господина Уильяма Ловелла» (нем. William Lovell) — роман немецкого писателя Людвига Тика, впервые опубликованный в 1795—1796 годах без указания автора. Относится к ранним произведениям Тика, имеет черты сентиментального и готического жанров, написан под влиянием «Совращённого поселянина» Ретифа де ла Бретонна.
Главный герой романа — молодой английский дворянин, который совершает в образовательных целях путешествие по Европе. Судя по одному из эпизодов, действие происходит в начале 1770-х годов, но в остальном роман лишён каких-либо примет времени.